# Gibraltar Hockey Association
De Gibraltar Hockey Association (GHA) is de nationale hockeybond van Gibraltar. De bond werd opgericht in 1948 en telt momenteel rond de 250 leden. Het rotsstaatje heeft één veld en een half veld voor de jongste jeugd, meerdere hockeyclubs zijn op deze locatie gevestigd en aangesloten bij de bond.
Aangesloten clubs:
- Grammarians HC
- Eagles HC
- Collegian Veterans HC
- Lions Pirates HC
- Hawks HC